# Податкова система Албанії

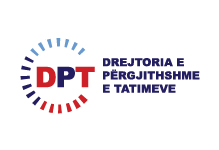
Drejtoria e Përgjithshme e Tatimeve

В Албанії податки стягуються як на державному, так і на муніципальному рівні. Найбільш значущими податками в країні є прибутковий податок, податок на соціальний захист, податок на прибуток і податок на додану вартість, всі стягуються на федеральному рівні. У країні діє своя податкова служба (алб. Drejtoria e Përgjithshme e Tatimeve).
| Річний дохід            | Податкова ставка |
| ----------------------- | ---------------- |
| Від 0 до 30 000 L       | 0 %              |
| Від 30 000 до 130 000 L | 13 %             |
| Від 130 000 L           | 23 %             |

У 2008 році в Албанії було встановлено пропорційне оподаткування в розмірі 10 % від річного доходу. Податок на додану вартість стягується за двома різними ставками: 20 % за стандартною ставкою і 10 % за ставкою на лікарські засоби.
Внески на соціальне забезпечення і медичне страхування сплачуються згідно із зайнятістю та рівнем щомісячного доходу, складають від 22 000 до 95 130 лек. Працівники відраховують 9,5 %, роботодавці — 15 % від свого доходу. Медичне страхування стягується за ставкою 1,7 % для працівника та роботодавця. Працюючі не за наймом відраховують 23 % на соціальне забезпечення і 7 % на медичне страхування.
Податок на прибуток в Албанії стягується за ставкою в 15 %. Підприємства з обігом менше 8 млн лек звільняються від податку на прибуток. Підприємство сплачує податки лише якщо компанія була заснована в Албанії, має постійне представництво в країні або ж за умови, що в державі здійснюється контроль над підприємством.